# Amphidium mougeotii
Amphidium mougeotii (deutsch Großes Bandmoos) ist eine Laubmoos-Art aus der Familie Amphidiaceae.

## Merkmale
Amphidium mougeotii bildet oft ausgedehnte, lockere bis dichtere, gelbgrüne, grüne oder braungrüne, innen hellbraune bis rostrote Polster an kalkfreien, oft senkrechten Felsen. Die einzelnen Pflanzen werden bis 5 (maximal 10) Zentimeter groß. Die 2 bis 3 Millimeter langen Blätter sind linealisch-lanzettlich, flachrandig, meist ganzrandig, scharf gespitzt und haben eine einfache bis in die Blattspitze reichende Rippe. Die Laminazellen sind am Blattgrund rechteckig und dickwandig, oben rundlich-quadratisch. Kennzeichnend ist die durch niedrige längliche Papillen gestrichelte Kutikula.
Die Art ist diözisch und bildet nur sehr selten Sporogone aus. Die Seta ist etwa doppelt so lang wie die 1 bis 1,5 Millimeter lange, gefurchte und deutlich emporgehobene Kapsel. Der Deckel ist geschnäbelt. Die Vermehrung der meist sterilen Art erfolgt durch abbrechende Blätter.

## Standortansprüche und Verbreitung
Das Moos besiedelt dauerfeuchte bis nasse Silikatfelsen in schattigen Gebirgslagen. In der Ebene fehlt es.
Vorkommen gibt es in Europa (Nord- bis Südeuropa), im Kaukasus, auf Madeira und den Azoren sowie in Nordamerika.